# 旦都乡
旦都乡，是中华人民共和国四川省甘孜藏族自治州炉霍县下辖的一个乡镇级行政单位。

## 行政区划
旦都乡下辖以下地区：
秋所村、加斗村、沙湾村、更达村、马居村、知朱村、加郎村、蚌达村、克里村和觉如村。